# Bombycodes obfuscata
Bombycodes obfuscata là một loài bướm đêm trong họ Geometridae.